# UEFA Conference League finalen 2025
UEFA Conference League finalen 2025 var en fodboldkamp der blev spillet 28. maj 2025. Kampen blev spillet foran 39.754 tilskuere på Wrocław Stadium, i Wrocław, Polen, og skulle finde vinderen af UEFA Conference League 2024-25. De deltagende hold var spanske Real Betis og engelske Chelsea. Den var kulminationen på den 4. sæson i Europas tredjestørste klubturnering for hold arrangeret af UEFA, og den 1. finale siden turneringen skiftede navn fra UEFA Europa Conference League til UEFA Conference League.
Med en sejr på 4–1 sikrede Chelsea sig sin første triumf i turneringen.
Kampen blev ledet af den bosniske dommer Irfan Peljto.